# Fuente de Oro
Fuente de Oro est une municipalité située dans le département de Meta en Colombie.